# 16449 Кігояма
16449 Кігояма (16449 Kigoyama) — астероїд головного поясу, відкритий 29 вересня 1989 року.
Тіссеранів параметр щодо Юпітера — 3,171.